# Cestrum jaramillanum
Cestrum jaramillanum är en potatisväxtart som beskrevs av C. Benítez de Rojas och W.G. D'arcy. Cestrum jaramillanum ingår i släktet Cestrum och familjen potatisväxter. Inga underarter finns listade i Catalogue of Life.